# Pas d'amour pour Johnny
Pour plus de détails, voir Fiche technique et Distribution.
Pas d'amour pour Johnny (titre original : No Love for Johnnie) est un film britannique réalisé par Ralph Thomas, sorti en 1961.

## Synopsis
Un député travailliste de gauche, au ton rebelle, cherche à s’échapper de sa vie en entretenant une relation passionnel avec une femme plus jeune que lui.

## Fiche technique
- Titre original : No Love for Johnnie
- Titre français : Pas d'amour pour Johnny
- Réalisation : Ralph Thomas
- Scénario : Nicholas Phipps et Mordecai Richler d'après le livre de Wilfred Fienburgh
- Photographie : Ernest Steward
- Musique : Malcolm Arnold
- Production : Betty E. Box et Earl St. John
- Pays d'origine : Royaume-Uni
- Format : Noir et blanc - 2,35:1 - Mono
- Genre : drame
- Durée : 110 minutes
- Date de sortie : 1961

## Distribution
- Peter Finch : Johnnie Byrne
- Stanley Holloway : Fred Andrews
- Mary Peach : Pauline
- Donald Pleasence : Roger Renfrew
- Billie Whitelaw : Mary
- Hugh Burden : Tim Maxwell
- Rosalie Crutchley : Alice
- Michael Goodliffe : Dr. West
- Mervyn Johns : Charlie Young
- Geoffrey Keen : Reginald Stevens
- Dennis Price : Flagg
- Peter Sallis : M.P.
- Paul Rogers : Sydney Johnson
- Parmi les acteurs non crédités :
- Oliver Reed
- Norman Rossington
- Mona Washbourne